# Marian Guwaay
Marian Guwaay (ook: Mariin-Gubaay, Merin Gubai) is een dorp in het district Baraawe in de gobolka (regio) Neder-Shabelle in Zuid-Somalië.
Marian Guwaay ligt dicht bij verharde hoofdweg van Mogadishu naar het zuiden, hemelsbreed ca. 130 km ten zuidwesten van Mogadishu en ca. 50 km ten noordoosten van Baraawe, de districtshoofdstad. Het dorp ligt 6 km van de kust van de Indische Oceaan. Er is een onverhard pad naar de vrijwel onbewoonde kuststrook. Dorpen in de buurt zijn Shelombol, Kunyoaw Guure, Yaaq Kunto en Abuu Sheegow, die ook allemaal op enige afstand van de kust liggen.
Klimaat: Marian Guwaay heeft een tropisch savanneklimaat. De gemiddelde jaartemperatuur is 26,1 °C. April is de warmste maand, gemiddeld 27,6 °C; augustus is het koelste, gemiddeld 24,7 °C. De jaarlijkse regenval bedraagt ca. 410 mm (ter vergelijking: in Nederland ca. 800 mm). Van december t/m maart is er een lang droog seizoen, direct gevolgd door een nat seizoen van april-juni. In de periode juli-november regent het af en toe, maar lijkt geen sprake van een echt regenseizoen. April is de natste maand met ca. 84 mm neerslag. Overigens kan e.e.a. van jaar tot jaar sterk verschillen.